# Stormy (brano musicale)
Stormy è un brano musicale del 1968 del gruppo statunitense The Classics IV. Cantato dal vocalist della band Dennis Yost, è tratto dall'album Mamas and Papas/Soul Train ed è entrato nella top 100 di Billboard il 26 ottobre 1968, dove ha raggiunto la posizione n. 5. Nella classifica easy listening raggiunse la posizione n. 26. Stormy, insieme alla precedente Spooky e alla successiva Traces, è una delle canzoni più conosciute della band.

## Cover dei Santana
Stormy fu portata al successo dai Santana quando apparve nel loro album del 1978 Inner Secrets. La loro versione raggiunse la posizione #32 negli Stati Uniti e anche la #19 nella classifica Easy Listening.

### Stefano Ritteri feat. Pino Presti
Nel 2020 è stata pubblicata in UK e in diversi paesi europei una nuova versione della canzone contenuta nell'EP intitolato Come Back To Me,  realizzato dal dj e produttore Stefano Ritteri, con Pino Presti in veste di arrangiatore e cantante.